# Gnathocera bilineata
Gnathocera bilineata är en skalbaggsart som beskrevs av Ernst Gustav Kraatz 1886. Gnathocera bilineata ingår i släktet Gnathocera och familjen Cetoniidae.

## Underarter
Arten delas in i följande underarter:
- G. b. valeriae
- G. b. roseni